# Drancy Avenir (film)
Pour les articles homonymes, voir Drancy Avenir (homonymie).
Drancy Avenir est un documentaire français réalisé par Arnaud des Pallières, sorti en 1997.

## Fiche technique
- Titre : Drancy Avenir
- Réalisation : Arnaud des Pallières
- Scénario : Arnaud des Pallières
- Commentaire : Jean-Paul Roussillon et Hanns Zischler
- Photographie : Julien Hirsch
- Son : Olivier Mauvezin et Patrice Mendez
- Montage : Arnaud des Pallières
- Production : Les Films du Requin
- Durée : 84 minutes
- Date de sortie : 
  -  France : 12 novembre 1997

## Distribution
- Aude Amiot
- Thierry Bosc
- Anne-Lisa Nathan
- Emma Soubrier
- Adrien Faucheux
- Celestina Casapietra

## À propos du film
- « Avec beaucoup de culot et de courage, Arnaud des Pallières a relevé dans Drancy Avenir le défi le plus difficile qui soit pour un cinéaste : regarder le trou noir de notre siècle qu’est l’élimination des Juifs d’Europe, puis poser la question de la transmission pour les générations futures » (Serge Kaganski, Les Inrockuptibles, 30 novembre 1996)
- « Des Pallières construit une fiction qui met en pratique les travaux du philosophe anglais James Bradley (le cours du temps vient de l'avenir) et ne regarde jamais en arrière - aucune image d'archives - mais en avant » (Sophie Grassin, L'Express, 13 novembre 1997)
- « Arnaud des Pallières reconstitue, dans son horreur quotidienne, l'Histoire encore palpitante, par une série de témoignages vécus sur l'un des épisodes les plus odieux de notre passé récent,  : le moment précis où, aux portes de Paris, des Français se mettent à rivaliser de zèle imbécile et criminel avec les nazis pour participer à l'élimination massive de leurs compatriotes juifs » (Anne-Marie Baron,  La Shoah à l'écran. Crime contre l'humanité et représentation, Éditions du Conseil de l'Europe, 2004)